# Alida de Jong
Aaltje „Alida“ de Jong (* 18. Dezember 1885 in Amsterdam; † 9. Juli 1943 im Vernichtungslager Sobibor) war eine niederländische Politikerin und Gewerkschafterin. 2006 wurde sie von der niederländischen Gewerkschaftsbewegung als Gewerkschaftsfrau des Jahrhunderts geehrt.

## Biographie
Alida de Jong war eine Tochter des gelernten Diamantenarbeiters und späteren Milchmannes Levie de Jong und von dessen Frau Sarah Serlui. Sie hatte drei Brüder und eine Schwester. Eigentlich hieß sie Aaltje, nannte sich aber ab etwa 1905 Alida. Die Familie, die in einer ärmlichen Kellerwohnung lebte, war fromm jüdisch und anti-sozialistisch eingestellt. Nach Abschluss der Schule, die sie gerne weiter besucht hätte, arbeitete sie als  Kostümnäherin. Durch ihre Erfahrungen in der Arbeitswelt, den Kontakt zu links eingestellten Kollegen und den Einfluss ihres älteren Bruders Sam, der sich als erster der Familie dem Sozialismus zuwandte, begann sie, sich in der Arbeiterbewegung zu engagieren.
1905 wurde Alida de Jong Mitglied der Gewerkschaft Nederlandse Bond van arbeiders in de kledingindustrie und saß von 1912 bis 1940 im Vorstand. Ab 15. Juli 1912 arbeitete sie in Teilzeit für die Gewerkschaft in Amsterdam und war damit die erste Frau, die eine bezahlte Stelle in der niederländischen Gewerkschaftsbewegung bekam, 1915 erhielt sie eine volle Stelle. Ab 1927 hatte sie zudem Vorstandsfunktionen in der Sociaal-Democratische Arbeiderspartij (SDAP) inne.
Von 1931 bis 1933 und dann wieder ab 1937 saß de Jong für die SDAP in der Zweiten Kammer der Generalstaaten, zudem war sie ab 1935 Mitglied im Gemeinderat von Amsterdam. In der Zweiten Kammer sprach sie vornehmlich zu Arbeits- und Sozialthemen sowie zur Verteidigung. Im Dezember 1931 spielte sie eine führende Rolle bei den Streiks in den Hollandia-Werken und führte 1932 die Verhandlungen bei einem Arbeitskonflikt in der Amsterdamer Konfektionsindustrie. In all diesen Jahren war Mej. A. de Jong in der Regel die einzige Frau in Kreisen von Männern: „Een knotje tussen honderd snorren“ („Ein Haarknoten zwischen 100 Schnurrbärten“). Auf Kongressen und Sitzungen rief Alida de Jong regelmäßig Frauen dazu auf, sich in der Gewerkschaft zu organisieren.
De Jong war eine „Frau von Format“, beharrlich in der Sache und mit scharfer Zunge, und sie rauchte gerne Zigarillos. Die von den Sozialisten gepredigte Enthaltsamkeit „war ihr nicht gegeben“. Sie war nicht verheiratet, hatte aber über Jahre ein Verhältnis mit einem verheirateten Gewerkschaftskollegen. Der Sohn ihres Liebhabers hätte es gerne gesehen, wenn das Paar geheiratet hätte, da Alida de Jong „lieb und enorm herzlich“ gewesen sei. Bis zum Alter von 42 Jahren wohnte sie in der ärmlichen elterlichen Wohnung, inzwischen in der Niewe Kerkstraat. 1926 zog sie in eine bessere Wohnung, wo sie gemeinsam mit ihrer Schwester Nanny, die den Haushalt führte, und dem Bruder Jaap lebte; viel Zeit verbrachte sie mit ihren Neffen und Nichten. In ihrer Freizeit war sie kulturell interessiert, von unstillbarem Wissensdurst, las viel und besuchte Konzerte.
1940 musste Alida de Jong auf Geheiß der deutschen Besatzer den Amsterdamer Gemeinderat sowie die Gewerkschaft verlassen. Ihr Neffe Loe de Jong, der später das 14-teilige Standardwerk Het Koninkrijk der Nederlanden in de Tweede Wereldoorlog publizierte, forderte sie auf, mit ihm nach England zu fliehen, was sie aber ablehnte, weil sie ihre Familie nicht im Stich lassen wollte. Der Bruder Jaap war 1941 an einem Herzanfall gestorben.
Am 20. Juni 1943 wurden de Jong und ihre Schwester Nanny bei einer Razzia festgenommen und in das Durchgangslager Westerbork gebracht. Von dort aus wurden die beiden Frauen in das Vernichtungslager Sobibor deportiert, wo sie am 9. Juli ermordet wurden. Auch die beiden noch lebenden Brüder wurden ermordet, zudem der Zwillingsbruder von Loe de Jong, seine Schwester und seine Mutter.

## Erinnerung
In Utrecht ist eine Schule nach Alida de Jong benannt. Im Amsterdamer Rathaus gibt es einen Alida de Jongzaal. 2006 wurde sie von der niederländischen Gewerkschaftsbewegung als Gewerkschaftsfrau des Jahrhunderts geehrt. Ihr Nachlass befindet sich in Archiven, darunter im Internationaal Instituut voor Sociale Geschiedenis.